# 陈碧娘
陈碧娘（？—1279年），一作陈璧娘，南宋福建云霄人。
陈碧娘是都统张达之妻。张达在广西抗元，又参加厓山之战，乘夜袭击張弘範水军。陈碧娘的弟弟陈格、陈植也跟随张达抗元，陈格战死，陈植失败后隐居。陈碧娘作《平元曲》，慷慨激昂。张达随宋帝赵昺从南澳岛钱澳到甲子门时，她送到钱澳，此后有辞郎洲的地名。宋朝灭亡，夫妻同殉国难。